# Wladimir Trutowski
Wladimir Konstantinowitsch Trutowski (russisch Владимир Константинович Трутовский; * 16. Februarjul. / 28. Februar 1862greg. in St. Petersburg; † 1. Dezemberjul. / 14. Dezember 1932greg. in Moskau) war ein  russischer, später sowjetischer Historiker und Numismatiker.

## Leben
Trutowski war ein Sohn des Malers Konstantin Alexandrowitsch Trutowski und verbrachte seine Kindheit auf den väterlichen Gütern im Gouvernement Kursk. Er besuchte bis 1885 das Gymnasium am Lazarewski Institut für orientalische Sprachen in Moskau, nahm anschließend eine Ausbildung in der asiatischen Abteilung des russischen Außenministeriums auf, besuchte aber auch Vorlesungen am Archäologischen Institut. 
1887 wurde er im Moskauer Hauptarchiv des Außenministeriums festangestellt. Er war seit 1897 korrespondierendes Mitglied der Gesellschaft für Geschichte und Altertumskunde der Ostseeprovinzen Russlands. Seit 1898 war er Direktor des Bojarenhauses der Romanows mit Rüstkammer (Museum) und blieb auf diesen Posten bis zum Jahr 1924.
Er war weiterhin Vorsitzender der Moskauer Gesellschaft der Buchliebhaber und der Moskauer Numismatischen Gesellschaft, lehrte zudem Numismatik am Moskauer Archäologischen Institut und war überdies Mitglied bzw. Sekretär der Moskauer Archäologischen Gesellschaft. Von 1921 bis 1924 war er Prorektor des Orientalischen Instituts und von 1922 bis 1930 Professor der archäologischen Abteilung der Lomonossow-Universität Moskau.
In den Jahren 1911 bis 1925 sind verschiedene thematisch einschlägige russischsprachige Publikationen aus seiner Hand erschienen.